# Offshoring
Offshoring hiểu đơn giản là hình thức một pháp nhân sử dụng các nguồn lực từ nước khác vào việc sản xuất-kinh doanh của mình, không phụ thuộc vào việc các nguồn lực đó có thuộc về cơ cấu tổ chức của pháp nhân đó hay không. Mục đích của chuyển ra ngoài là nhằm giảm giá thành và nâng cao tính cạnh tranh của sản phẩm/dịch vụ.
Trong trường hợp dịch vụ, offshoring còn được gọi là xuất khẩu dịch vụ, theo đó hoạt động thương mại của dịch vụ được cung ứng bởi một thương nhân tới người tiêu dùng ở quốc gia khác. Theo GATS, có 4 hình thức xuất khẩu dịch vụ qua biên giới.
- Phương thức 1: Thương mại dịch vụ giữa các nước, tức là mua bán dịch vụ qua biên giới giữa các nước, có thể bằng viễn thông hoặc chuyển dịch vụ bằng hiện vật như bản vẽ, băng đĩa…

- Phương thức 2: Tiêu dùng dịch vụ ở nước ngoài, tức là khách hàng đi sang nước khác để tiêu dùng dịch vụ như đi du lịch, học tập; sửa chữa tàu biển, máy bay ở nước ngoài…

- Phương thức 3: Hiện diện thương mại, tức là đầu tư trực tiếp để thành lập một chi nhánh, công ty con hay đại lý để cung cấp dịch vụ như cung cấp thông tin, tư vấn pháp luật, ngân hàng cho nước sở tại…

- Phương thức 4: Hiện diện của thể nhân, tức là sự di chuyển tạm thời của cá nhân sang nước khác để cung cấp các dịch vụ như tư vấn, xây dựng, làm nội trợ, chăm sóc sức khỏe…

Trong lĩnh vực công nghệ thông tin, chuyển ra ngoài thường là các hợp đồng gia công phần mềm (hay phát triển phần mềm). Việc giao tiếp thường được thực hiện thông qua đường kết nối dữ liệu tốc độ cao, cho phép các kỹ sư và nhà quản lý giao tiếp trên cơ sở thời gian thực. Khách hàng có thể giám sát từ xa quá trình và các mốc phát triển dự án trên cơ sở từng phút, đảm bảo chất lượng và quy trình.